# 暴排ローラー
暴排ローラー（ぼうはいローラー）とは、暴力団員等が日常的に行う不当な行為によって生じる被害の防止及び資金獲得を封圧するために、警察官が地域を巡回し営業所等を訪問する一連の活動のこと。
1992年（平成4年）に施行した暴力団員による不当な行為の防止等に関する法律（以下、暴力団対策法）によって、日常的な暴力を背景とした利益至上主義である暴力団の取締まりを進めるとともに促進している暴力団排除活動である。

## 定義
平成5年の警察白書では、「暴排ローラーとは、暴力団の不当な行為による被害の未然防止を図るとともに、その資金源を封圧するため、警察官が、地域や職域の特性に着目して、暴力団員の不当な要求行為等が行われやすい盛り場、繁華街等の地域や風俗営業等の職域に重点を置いて、それらの地域、職域の営業所、事業所等を個別に訪問し、関係者の被害申告を待たずに、網羅的に暴力団員による不当な要求行為等の実態を把握した上で、潜在被害を掘り起こし、犯罪の検挙や暴力団対策法の適用による規制措置等を講じるという一連の活動を指す実務上の用語である。」と定義している。

## 概要
全国的な暴力団の特徴的な傾向から、組織の実態を隠ぺいする傾向が強く、その活動形態も政治活動や、えせ同和行為やえせ環境運動などの社会運動を仮装、標ぼうする不透明化が顕著になっている。その暴力を生業とする不当な資金獲得活動は、従来の覚せい剤密輸、賭博、ノミ行為、恐喝（いわゆる伝統的資金獲得活動）に加え、民事介入暴力から企業対象暴力、不動産業や投資・証券取引など金融機関、建設業から産業廃棄物（環境問題に関するゆすり・たかりを含む）、マルチ商法など多彩な経済活動に関与している。これらを背景として、みかじめ料の不当要求をはじめ、情報誌や機関紙など高額図書の販売あるいは送りつけ商法、その他、資金獲得活動を巧妙に多様化している。
こうした暴力団は悪徳商法に深く関与し、表面上は暴力団と供に共生する者を介して暴力団との関係を隠ぺいしている場合が多い。それら表立つ者は、暴力団を背景とした威力、情報力、資金等を利用することによって利益拡大を図り、健全な経済社会に寄生し侵蝕を続けるため、そこで得た手続き的知識や法制度を悪用するとともに、同じ立場にある暴力団と共生する者を増加させている。そうした暴力団関係企業、又は個人やグループはマインドコントロールを駆使して水面下で共同体を築きあげるため、被害者は加害者となり、気が付いたときには泣き寝入りになることが多い。また、暴力団を利用している者達は物事を曖昧にする騙し方を非常によく心得ており、暴力団を必要悪としたり、生きるために仕方がないなどと消極的に容認することを促して、本質を隠すことに手助けしている。
暴排ローラーは、警察官が店舗等を訪問し、多様化した不当要求の実態を把握することが目的でもある。これに対して暴力団は、不当要求を通報すると将来的に暴力が発生することを暗示的に示す「脅し」や、店舗等の弱みを握り「口止め」を行うことは常套手段であり、更にはマインドコントロールに陥ったカルト的な集団も存在しているため、犯罪を取締る警察のみの対応では表面化しない問題も発生している。警察庁はこれらの対処として、暴力団の存在を受け入れている社会的基盤を切り崩すための暴力団排除活動を社会全体の力を結集し、官民一体となった暴力団排除に関する積極的な活動が極めて重要であるとした。
全国の警察では、暴力追放運動推進センター、他の関係機関や地域団体と密接な連携を図りながら、広報・啓蒙活動をはじめとした暴力団排除活動に取り組み、暴排ローラーによって、みかじめ料、用心棒料徴収の情報の可視化と事件化、売春事犯、薬物密売、賭博等資金源獲得犯罪の検挙と犯罪収益のはく奪等に努めるものである。

## 事例
神奈川県
暴力団が活発とみられる地区を「縄張り壊滅重点地区」として指定し、同地区内の約8万3,000店舗に対する暴排ローラーを集中的に実施した結果、平成4年（1992年）3月から同年12月までの間に、年間約5億3,000万円にも上るみかじめ料の支払実態を解明するとともに、その後の「お礼参り」を含む不当要求を封圧した。（平成5年 警察白書）
宮城県
暴力団の資金源として見られていたパチンコ業界に対して暴排ローラーを実施し、これに併せてパチンコ業界による暴力団排除組織の結成を図るなどした結果、年間約3億4,000万円のみかじめ料の支払実態を解明した。そして、パチンコ業界から「みかじめ料不払い宣言」をするとともに、店舗の姿勢が確認できれば、店内に掲示する暴力団排除店「適マーク」等を交付して、みかじめ料支払い拒否をはじめとする不当要求拒否の徹底を図った。（平成5年 警察白書）